# ブリーセーイス

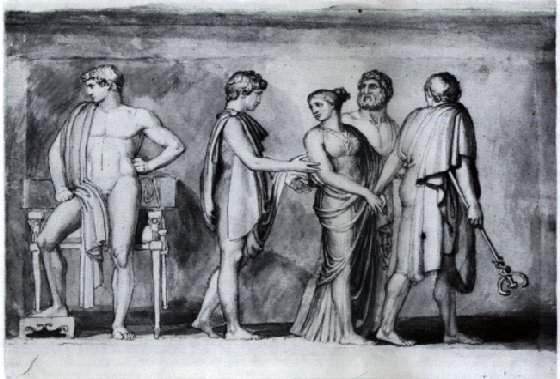
イギリスの彫刻家ジョン・フラックスマンが1805年に描いた怒れるアキレウスとアガメムノーンに引き渡されるブリーセーイス。

ブリーセーイス（古希: Βρισηΐς, Brīsēïs）は、ギリシア神話の女性である。長母音を省略してブリセイスとも表記される。ブリーセウスの娘とも、クリューセースの娘ともいわれる。リュルネーソスの王ミュネースの妻。

## 神話
ミュネースの妻ブリーセーイスは、トロイア戦争でアキレウスがリュルネーソスを陥落させた際に夫を殺され、捕虜となり、戦地におけるアキレウスの妻となった。ブリーセーイスはアキレウスの捕虜の中で最も優れた女性であったが、彼女をめぐってアキレウスとアガメムノーンが対立することになった。
『イーリアス』によると、アガメムノーンはクリューセースの娘クリューセーイスの返還を拒んだため、クリューセースはアポローンにギリシア軍に災いが降りかかるように願った。これを聞いたアポローンはギリシア軍の陣営に必殺の矢を雨のように放ち、多くのギリシア兵が倒れた。このためアキレウスはクリューセーイスの返還を提案したが、アガメムノーンは返還に応じるかわりにアキレウスの捕虜ブリーセーイスをもらうと言い張った。女神アテーナーになだめられたアキレウスはアガメムノーンにブリーセーイスを引き渡したが、腹を立てて戦場に出て戦うことをやめてしまった。
その後の戦闘でギリシア軍が不利になると、アガメムノーンはブリーセーイスをアキレウスに返還して和解しようとしたが、アキレウスはこの申し出を断った。このためギリシア軍は苦戦が続いたが、パトロクロスが戦死したときアキレウスはついにアガメムノーンと和解してブリーセーイスを受け取り、戦場に復帰したという。